# Stefanie Reinsperger

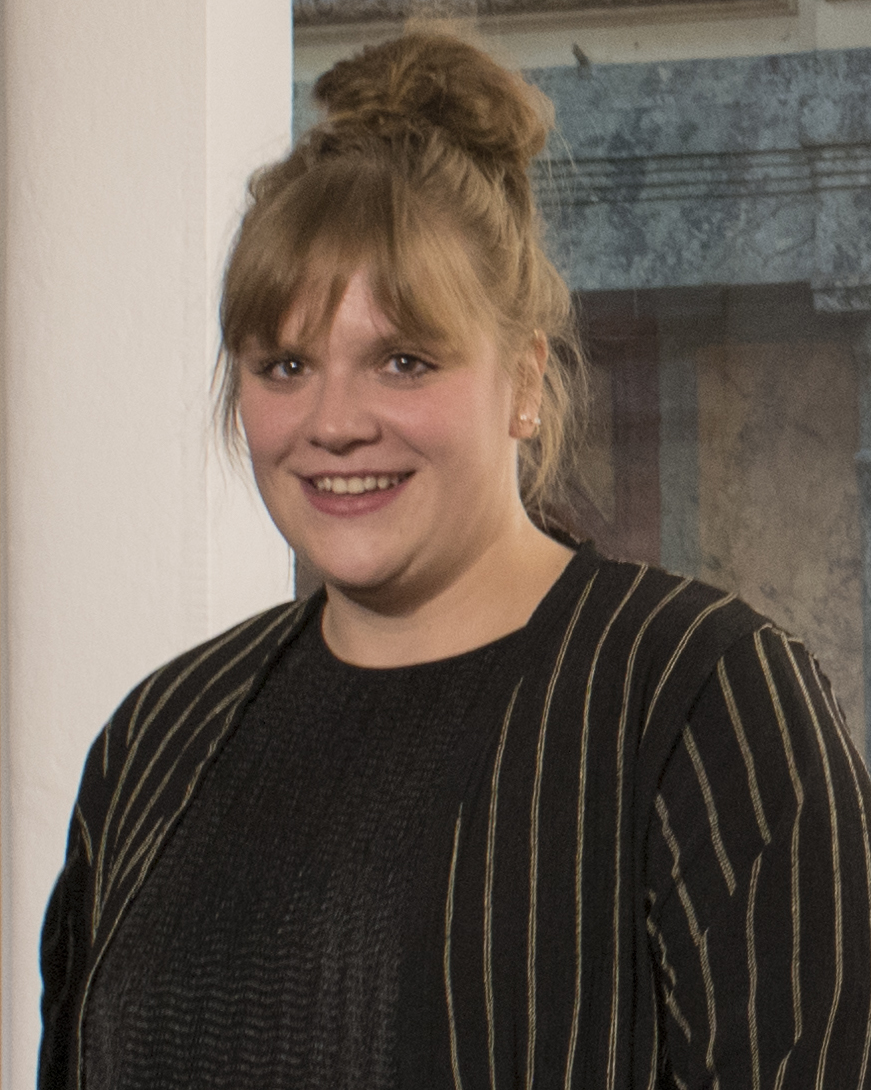
Stefanie Reinsperger (2019)

Stefanie Reinsperger (geboren am 30. Jänner 1988 in Baden bei Wien) ist eine österreichische Film- und Theaterschauspielerin. Sie gehörte ab 2017 dem Berliner Ensemble an und kehrte 2024 ans Wiener Burgtheater zurück, an dem sie bereits ab 2014 tätig war.

## Leben und Werk
Reinsperger wuchs teilweise in London auf, wo ihr Vater für das österreichische Außenministerium arbeitete. Nach Absolvierung der Vienna Business School Mödling schloss sie im Juni 2011 ihre Ausbildung am Wiener Max Reinhardt Seminar mit Diplom ab, spielte davor bereits am Wiener Volkstheater die Sunshine Doré in Harold und Maude und wurde dann sofort ans Schauspielhaus Düsseldorf verpflichtet. Dort übernahm sie dann einige Hauptrollen, wie Medea oder Barbarina im Figaro von Beaumarchais, Effie in Klaus und Erika oder Eve in Heinrich von Kleists Lustspiel Der zerbrochne Krug.
2014 wurde sie ans Burgtheater engagiert, wo sie in Gegenwartsstücken eingesetzt wurde: in den beiden Uraufführungen Die lächerliche Finsternis von Wolfram Lotz und die unverheiratete von Ewald Palmetshofer sowie in der österreichischen Erstaufführung von Elfriede Jelineks Die Schutzbefohlenen. Beide Uraufführungsinszenierungen wurden zum Berliner Theatertreffen 2015 eingeladen. Ihre erste Rolle an der Burg war – im Lotz-Stück – ein somalischer Fischer, der Pirat wird.
In der Spielzeit 2015/16 wechselte sie an das Volkstheater. Im Sommer 2017 und 2018 spielte sie die Rolle der Buhlschaft im Jedermann von Hugo von Hofmannsthal bei den Salzburger Festspielen.
Für die Spielzeit 2017/18 wechselte sie vom Volkstheater zum Berliner Ensemble und spielte am 22. September 2017 in der Premiere von Bertolt Brechts Der kaukasische Kreidekreis die Magd Grusche Vachnadze.
Im Juli 2020 teilte der WDR der Presse mit, dass Reinsperger als Hauptkommissarin Rosa Herzog das Ermittlerteam Faber und Bönisch des Dortmunder Tatorts verstärken wird, sie ersetzt Aylin Tezel.
2022 veröffentlichte sie ihr erstes Buch Ganz schön wütend über ihre nicht immer positiven Erfahrungen in ihrem bisherigen Leben als Schauspielerin und über Anfeindungen wegen ihres Aussehens.
Ab der Spielzeit 2024/25, in der damit beginnenden Direktion von Stefan Bachmann, gehört Stefanie Reinsperger wieder zum Ensemble des Burgtheaters. Im April 2025 feierte sie dort mit der Uraufführung des Monologes Elisabeth! von Mareike Fallwickl über Elisabeth von Österreich-Ungarn Premiere.

## Zitat
„Wenn man sich sein ganzes Leben vergleichen muss, und das tun wir doch alle, weckt das nur negative Gedanken, davon wird man krank. Ich muss für mich wissen, was ich will, woran ich arbeiten möchte. Ich hatte großes Glück, auf Menschen zu treffen, die mich gefördert haben. Das Theater sollte sich von diesen ganzen Typen befreien. Ein erster Schritt dazu ist, dass die Frauen Männerrollen spielen wie in dem Stück von Wolfram Lotz.“

## Theater (Auswahl)
- 2014: Die lächerliche Finsternis, Burgtheater
- 2014: die unverheiratete, Burgtheater
- 2015: Selbstbezichtigung, Berliner Ensemble
- 2016: Das Narrenschiff, Volkstheater
- 2016: Medea, Volkstheater
- 2017/18: Jedermann, Salzburger Festspiele
- 2017: Der kaukasische Kreidekreis, Berliner Ensemble
- 2017: Les Misérables, Berliner Ensemble
- 2019: Baal, Berliner Ensemble[12]
- 2012: Schwarzwasser, Berliner Ensemble
- 2022: Der Theatermacher, Berliner Ensemble[13]
- 2022: Phaidras Liebe, Berliner Ensemble[14]
- 2023: Mutti, was machst du da?, Berliner Ensemble[15]
- 2025: Die heilige Johanna der Schlachthöfe, Berliner Ensemble[16]
- 2025: Elisabeth!, Burgtheater Wien[17]

## Filmografie (Auswahl)
- 2009: Die Hummel, Kinofilm – Moni
- 2010: Aschenputtel, ZDF (Märchenperlen) – Magd Liese
- 2011: Wie man leben soll, Kinofilm – Claudia
- 2012: dizzy’s pub von Sophie Reyer
- 2012: Braunschlag, ORF (8-teilige Fernsehserie) – Polizistin Gerti
- 2015: Chucks, Kinofilm – Tamara
- 2016: Landkrimi – Drachenjungfrau
- 2017: Schnell ermittelt – Alice Leutgeb
- 2017: Licht
- 2019: Tatort: Borowski und das Glück der Anderen
- 2019: Landkrimi – Das dunkle Paradies
- 2019: Maria Theresia (Fernsehserie, Teil 3 und 4)
- 2021: Landkrimi – Flammenmädchen
- seit 2021: Tatort → siehe Faber und Bönisch
  - 2021: Heile Welt
  - 2021: Masken
  - 2022: Gier und Angst
  - 2022: Liebe mich!
  - 2022: Du bleibst hier
  - 2023: Love is Pain
  - 2024: Cash
  - 2024: Made in China
  - 2025: Abstellgleis
- 2022: Guglhupfgeschwader
- 2022: Mermaids Don’t Cry
- 2023: 15 Jahre – Wolke
- 2023: Haus aus Glas (Fernsehserie) – Eva
- 2024: Großstadtförsterin – Berliner Besonderheiten (Fernsehfilm)
- 2025: Die Affäre Cum-Ex (Fernsehserie)

## Auszeichnungen
- 2013: Ensemblepreis für Der zerbrochne Krug beim NRW Theatertreffen, Bielefeld
- 2013: Publikumspreis als Beste Nachwuchsschauspielerin, Schauspielhaus Düsseldorf
- 2015: Schauspielerin des Jahres und Nachwuchsschauspielerin des Jahres, Kritikerumfrage des Fachblatts Theater heute[18][19]
- 2015: Nestroy in der Kategorie Bester Nachwuchs weiblich für ihre Darstellung in Die lächerliche Finsternis am Akademietheater Wien[20]
- 2015: Dorothea-Neff-Preis (Beste schauspielerische Leistung) für Fasching, Nora³, Selbstbezichtigung, Romeo und Julia, Iwanow
- 2022: Romy in der Kategorie Beliebteste Schauspielerin Serie/Reihe[21]
- 2022: Helene Weigel Theaterpreis für außergewöhnliche künstlerische Leistungen, vergeben vom Freundeskreises des Berliner Ensembles[22][23]

## Werk
- Stefanie Reinsperger: Ganz schön wütend. Molden Verlag, Wien 2022, ISBN 978-3-222-15076-0.